# Phomopsis caryophylli
Phomopsis caryophylli är en svampart som beskrevs av Grove 1917. Phomopsis caryophylli ingår i släktet Phomopsis och familjen Diaporthaceae.   Inga underarter finns listade i Catalogue of Life.